# Sågning (avrättningsmetod)
Sågning är en medeltida tortyr- och avrättningsmetod. Offret hängs upp och ner och man börjar såga isär personen mellan benen och ner.